# John James
John James,  britanski dirkač Formule 1, * 10. maj 1914, Packwood, Warwickshire, Anglija, Združeno kraljestvo, † 27. januar 2002, St. Julian's, Malta.
V svoji karieri je nastopil le na domači dirki za Veliko nagrado Velike Britanije v sezoni 1951, kjer je z dirkalnikom Maserati odstopil v triindvajsetem krogu zaradi okvare na hladilnem sistemu. Umrl je leta 2002.

## Popolni rezultati Formule 1
(legenda) (odebeljene dirke pomenijo najboljši štartni položaj, poševne pa najhitrejši krog, †-uvrščen kljub odstopu)
| Leto | Moštvo     | Šasija           | Motor       | 1   | 2   | 3   | 4   | 5      | 6   | 7   | 8   | Prv | Toč |
| ---- | ---------- | ---------------- | ----------- | --- | --- | --- | --- | ------ | --- | --- | --- | --- | --- |
| 1951 | John James | Maserati 4CLT/48 | Maserati S6 | ŠVI | 500 | BEL | FRA | VB Ret | NEM | ITA | ŠPA | -   | 0   |